# 克里斯蒂安·赖茨
克里斯蒂安·赖茨（德語：Christian Reitz，1987年4月29日—），德国男子射击运动员。他曾代表德国参加2008年、2012年、2016年和2020年夏季奥林匹克运动会射击比赛，获得一枚金牌和一枚铜牌。